# Guidel
Guidel (in bretone: Gwidel) è un comune francese di 10 526 abitanti situato nel dipartimento del Morbihan nella regione della Bretagna.

## Società

### Evoluzione demografica
Abitanti censiti

## Amministrazione

### Gemellaggi
- Carrigaline
- Negrești-Oaș
- Pulheim